# Працика, Кула
{{Театральный деятель
Профессия =  танцовщица

, хореограф, танцевальный педагог

}}
Кула Працика (греч. Κούλα Πράτσικα, 24 ноября 1899, Патры — 26 января 1984, Афины) — греческая танцовщица, преподаватель и хореограф. Видный деятель Олимпийских игр, хореограф первой церемонии возжигания олимпийского огня 1936 года для летних Олимпийских игр в Берлине, первая верховная жрица в истории современных Игр. Считается пионером классического (античного) танца в Греции. Командор ордена Добродетели.

## Биография
Родилась 24 ноября 1899 года в городе Патры, через три года после возрождения современных Олимпийских игр в Афинах.
Изучала музыку и танцы в Афинской консерватории.
Увлекалась Древней Грецией, боролась за возрождение Дельфийской идеи. Принимала участие в проведении первых «Дельфийских празднеств» 1927 года. Выступила в качестве заводящей (корифеи) в «хоре Океанид» в театрализованном представлении трагедии Эсхила «Прометей прикованный» в театре в городе Дельфы.
Училась с 1927 по 1930 год в новаторской школе танцев и ритмики Хеллерау-Люксембург (Schule Hellerau-Laxenburg, 1925—1938) в Вене, открытой последователями Эмиля Жак-Далькроза. Её учительницей была американка Кристин Баер-Фризелл (Christine Baer-Frisell, 1887—1932). Основными предметами в школе были ритмика, танец и музыка.
Получила дипломы об образовании по музыке и кинезиологии.
По возвращении в Грецию в 1930 году Кула Працика основала школу танцев для любителей и привнесла уважение к искусству танца, которое в то время не так ценилось. На свои деньги Працика начала строительство здания школы на три зала на улице Омиру, 55. Частная Школа танцевального искусства открылась 1 ноября 1934 года. Вскоре «белый дом», как его тогда называли, стал центром культурной жизни столицы, своего рода «храмом» искусств, танца, духовности». Учащиеся школы занялись концертной деятельностью, представляя собственные постановки на празднествах, фестивалях в Греции и за рубежом. В 1936 году школа Кулы Працика взяла на себя организацию первой церемонии возжигания олимпийского огня в древней Олимпии 20 июля 1936 года для летних Олимпийских игр в Берлине. Первой верховной жрицей в истории современных Олимпийских игр стала Кула Працика.
Преподавателями школы Кулы Працика были музыковед Фрасивулос Георгиадис, музыкальный критик Минос Дуниас, композитор Менелаос Палландиос, режиссёр Такис Музенидис и другие.
Среди учениц Кулы Працика — Мария Хорс, которая с 1964 по 2006 год была хореографом церемонии возжигания олимпийского огня, актриса Алека Кацели.
В 1972 году завещала школу государству. В 1973 года школа Кулы Працика стала Государственной школой танцевального искусства (Κρατική Σχολή Ορχηστικής Τέχνης, Κ.Σ.Ο.Τ.) Министерства культуры и науки — первым государственным учебным заведением для подготовки профессиональных кадров в области танцевального искусства в Греции.
Умерла в Афинах 26 января 1984 года в возрасте 84 лет.